# Шлях додому
«Шлях додому» (с укр. — «Путь домой», крымскотат. Artıñnı Unutma) — песня украинской певицы Джамалы, выпущенная как второй сингл в поддержку нового альбома певицы «Подих», релиз которого состоялся осенью 2015 года. Музыка и слова написаны самой певицей. Релиз песни состоялся 18 мая 2015 года в iTunes.

## Описание
«Шлях додому» — песня, посвященная депортации крымскотатарского народа. По словам исполнительницы, композиция стала песней-исповедью. Её Джамала посвятила всем, кто ищет свой путь домой.. Это продолжение разговора с отцом, с которым певица недавно встретилась после полугода разлуки.
«Часто ли вы говорите с родителями о своих корнях? О том, откуда вы? Кто вы? О своем пути, предназначении на этой земле? В моей семье мы много говорили на эти темы, о том, что же такое Родина? Где твой дом? Дом – это место, где ты родился или где похоронены твои предки?  Папа и бабушка рассказывали мне о сложном возвращении крымских татар на Родину. И песня "Шлях додому" ("Artıñnı Unutma") – это продолжение разговора с моим отцом (в песне он фигурирует как "baba" – отец на крымскотатарском). Когда я уезжала из родительского дома на учебу, провожая, он всегда мне говорил: "Artıñnı Unutma", – так говорят тем, кто уходит из дома, чтобы помнили, что у них есть дом, не задерживались. А в конце добавлял: "Özüñe baq" – береги себя и начинай с себя. Часто родители, провожая нас, говорят такие слова. Потому что они знают, что на нашем пути встречаются разочарования, обиды и множество преград. Это песня-исповедь. Я посвящаю ее всем, кто ищет свой путь домой! Дом – это место, где тебя любят и ждут, и не всегда это место обозначено штампом в паспорте»

## Музыкальное видео
Режиссёром музыкального видео к песне «Шлях додому» стала Анна Копылова. Съемки клипа проходили в Грузии. В течение четырёх дней девушки колесили по Тбилиси, Мцхете, Булачаури и Натахтари.
Джамала о съёмках клипа:
«Грузия - удивительно красивая страна. Мы вставали до рассвета для того, чтобы успеть отснять как можно больше материала. Сменили много локаций: были и горы, и метро Тбилиси, и многоэтажки, и вокзал в глубинке, и дикие леса с очень странными деревьями. Среди мест, которые мы посетили, были и такие, которые очень напоминали двор моего дома в Крыму, с такими же прекрасными деревьями хурмы. Как раз в это время опадают листья и только плоды хурмы остаются на деревьях. Это очень красиво».

## Участники записи
Песня
- Сусана Джамаладинова — автор музыки и текста, вокал, бэк-вокал.
- Виктория Платова — автор текста
- Игорь Тарнопольский — продюсер

Музыкальное видео
- Анна Копылова — режиссёр
- Денис Лущик — оператор

## Список композиций
| №  | Название      | Текст песни                            | Музыка               | Длительность |
| -- | ------------- | -------------------------------------- | -------------------- | ------------ |
| 1. | «Шлях додому» | Сусана Джамаладинова, Виктория Платова | Сусана Джамаладинова | 4:26         |

## История релиза
| Регион  | Дата        | Формат               | Распространитель |
| ------- | ----------- | -------------------- | ---------------- |
| Украина | 18 мая 2015 | Цифровая дистрибуция | Enjoy! Records   |